# David Koresh
David Koresh (eredeti nevén Vernon Wayne Howell) (Houston, 1959. augusztus 17. – Waco, 1993. április 19.) amerikai vallási fanatikus, a dávidista hetednapi adventisták vezetője, aki az ún. wacói ostrom idején vált hírhedtté. Azt állította, hogy Isten prófétája. Apokaliptikus bibliai tanításai, beleértve a Jelenések könyvének és a Hét Pecsétnek az értelmezéseit, számos követőt vonzottak.
Fanatizált híveivel 1993 februárjában elsáncolta magát szektája Waco melletti birtokán, Texas államban. Az ATF és a Szövetségi Nyomozóiroda (FBI) szakszerűtlenül előkészített és rosszul végrehajtott akciója során egy olyan túszdráma vette kezdetét, amely hasonlított egy szabályos ostromhoz. A szekta közel kéthónapig harcolt a hatóságok erői ellen. A helyzet annyira súlyos volt, hogy Bill Clinton akkori amerikai elnöknek is kellett jóváhagyását adni az FBI és az ATF lépéseire.
Végül a szekta központjában tűz ütött ki, amely 76 ember halálát okozta.

## Gyerekkora
Vernon Wayne Howell tinédzserszülők gyermekeként született Texasban. Születésekor apja, Bobby Wayne Howell 20, míg anyja, Bonnie Sue Clark alig 14 éves volt. Édesanyja révén eredetileg baptista vallású volt. Vernon születése előtt Bobby elhagyta feleségét egy másik tinédzserért, Bonnie pedig összeköltözött egy erőszakos alkoholista férfival. Vernon csak 17 éves korában ismerhette meg vérszerinti apját.
Vernon 1963-ban anyai dédanyja, Earline Clark gondozásába került. 1966-ban anyja újból magához vette, amikor férjhez ment Roy Haldeman asztaloshoz. Tőle született egy másik fia, Vernon féltestvére, Roger.
Vernon magányos gyerek volt, az iskolában gyengén tanult, tudható volt mindez a diszlexiájának, ezért speciális iskolába helyezték. Társai csak Vernie-nek becézték.
Próbálkozott rockzenészként, de nem tudott érvényesülni. A wacói tragédiát követően több albumját is kiadták.
19 éves korában teherbe ejtett egy 15 éves lányt. Ekkoriban csatlakozott az ádventistákhoz (melynek édesanyja is tagja volt már) és elkezdte megvilágosodását hangoztatni. A helyi közösség lelkészének csupán tizenkét esztendős lányába beleszeretett és Ézsaiás könyvének 34. fejezetében, a 16. versszakra hivatkozva kijelentette, hogy hozzátartozik. Mivel a lelkész határozott tiltása ellenére is zaklatta a lányt, ezért kitiltották a közösségből.
1981-ben Vernon átköltözött Wacóba, McLennan megyébe, ahol az ádventisták egyik szárnyához, a dávidi hetednapi ádventisták csatlakozott, melynek alapítója, Benjamin Roden volt, de már 1978 óta nem élt. A csoport központja egy a várostól távol eső, jórészt parlagon heverő birtokon feküdt, amelyet Mount Carmel Centernek (Kármel-hegyi Központ) hívtak.

## Uralomra jutása a szektában

David Koresh terepszínű egyenruhában, 1987 novembere körül

1983-ban Howell prófétaként lépett fel a wacói ádventisták között. David Thibodeau, aki egykor maga is Koresh követője volt, a szektáról 1999-ben megjelent könyvében feltételezi, hogy Howellnek viszonya lehetett Roden özvegyével, Lois-szal, aki több mint negyven évvel volt idősebb az akkor 24 éves férfinál. Howell azt is állította, hogy Isten őt választotta ki, miszerint Roden özvegyének gyermeket nemzen, aki majd a Kiválasztott lesz. Lois megengedte, hogy Howell terjessze tanait a szektán belül, de állításai vitát szültek a csoportban, különösen a szektaalapító fia, George Roden részéről.
Végül Howell feleségül vette az egyik tagot, Rachel Jones-t, s úgy tűnt megnyugodnak a kedélyek. Rachel találta ki Vernon-nak a David Koresh nevet is. A keresztnév Dávid zsidó királyra utal, akinek családjából Jézus Krisztus is származott. A Koresh pedig változata II. (Nagy) Kürosz perzsa király nevének, aki engedte visszatérni a zsidókat a babiloni fogságból eredeti hazájukba, ezért a zsidók egy része a messiást kezdte látni Küroszban.
Egyik nap tűz ütött ki a Mount Carmel Center épületében, amely legalább 500 ezer dolláros kárt okozott a központ adminisztrációs irodájában és nyomdájában. George Roden úgy vélte, hogy a tüzet Koresh okozta, ám David szerint „senki sem gyújtott tüzet,” az egész Isten műve volt.
Roden fegyverrel kikergette Koresht a Mount Carmel Centerből, aki nagyjából 25 követőjével a Wacótól 140 km-re fekvő Palestine városka mellett húzta meg magát, s ahol igen mostoha körülmények között tengődtek. Ezalatt Koresh, aki egyre nyíltabban hirdette magát a Messiásnak, újabb követőket szerzett Kaliforniából, Nagy-Britanniából, Ausztráliából és Izraelből is. Még ebben az évben elment a Szentföldre, ahol azt kezdte hangoztatni, hogy látomása volt arról, miszerint ő az új Kürosz. Egyik fiát is épp ezért Cyrus-nak nevezte el.
Victor Houteff ádventista vezetői elképzeléseit folytatva egy új dávidi királyság megalapítását képzelte el Jeruzsálemben, s 1990-ig úgy hitte, hogy ott fog megtörténni mártírhalála is. 1991-ben viszont már arra a meggyőződésre jutott, hogy szülőhazájában válik vértanúvá és kijelentette, hogy Dániel jövendölései Wacóban, a Mount Carmelben fognak beteljesülni.

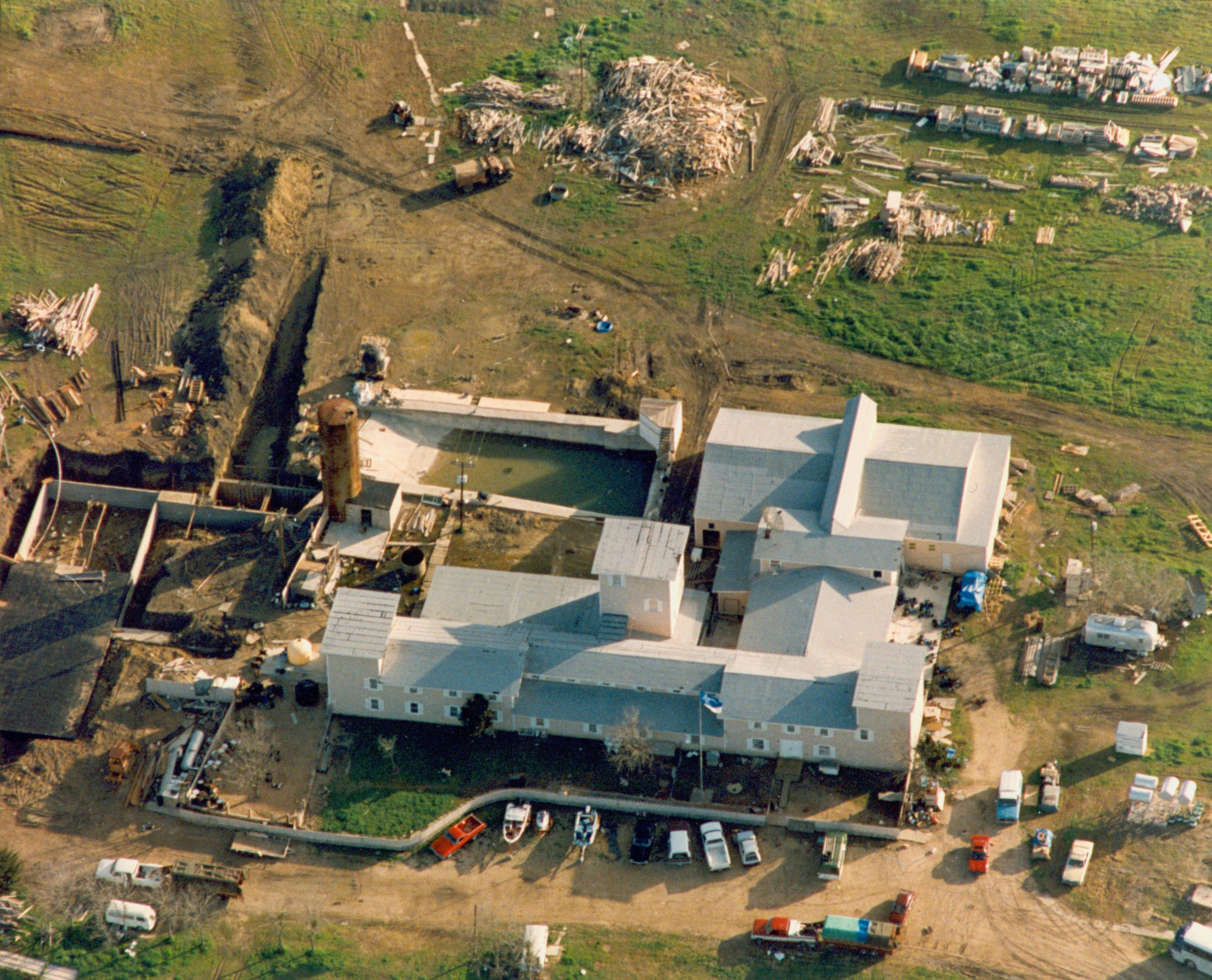
A Mount Carmel Center 1993-ban, az ostromot megelőzően

Miután Lois Roden 1986-ban meghalt, a Palestine-ban élő Koresh és hívei azon tűnődtek, hogyan térhetnének vissza a Mount Carmelba, hogy letegyék a vezetői posztról George Rodent. A wacói csoport ekkoriban már egyre inkább Koresh-szel szimpatizált.
1987-ben Roden a közösségtemetőjében exhumálást végzett, állítása szerint át akarta helyezni a sírokat, ám Koresh azt állította, hogy Roden kihívta őt egy megmérettetésre, miszerint melyikük képes egy holtat föltámasztani. Koresh meg is vádolta a hatóságoknál Rodent, hogy illegálisan hantolta ki a holttesteket, mire válaszul azok fényképes bizonyítékokat kértek tőle.
Ekkor Koresh és követői fegyverekkel elmentek a Mount Carmelhez és tűzharcba kerültek Rodennel, aki meg is sebesült. A rendőrség gyilkossági kísérlet miatt állította elő Koresh-t és híveit, ám a bíróságon azt állította, hogy az illegális exhumálásokról akart bizonyítékot gyűjteni. A bíróság végül Koresh-t és társait a vádak alól felmentette, illetve tévesnek találta a megállapítást a bűncselekményt illetően.
1989-ben Roden egy fejszével agyonütötte Wayman Dale Adair-t, mert az kijelentette, hogy ő a Messiás. Roden ezzel szemben később önvédelemről beszélt: állítása szerint Adair-t Koresh küldte, hogy likvidálja őt. A bíróság Rodent nem találta beszámíthatónak, ezért a Big Springben levő pszichiátriára került.
Adótartozás miatt a Mount Carmel Center épületét a hatóság lefoglalta, ám Koresh és társai összegyűjtötték a pénzt, hogy a Roden által felhalmozott hátralékokat törlesszék, így visszakapták az ingatlant. Roden viszont jogi lépéssekkel vágott vissza, de végül Koresh került ki ebből is győztesen. Amikor visszaszerezték az ingatlant, Koresh és társai észrevették, hogy Roden bérlői egy metamfetamin előállításához való labort tartanak fenn. Koresh nyomba értesítette a rendőrséget, akik felszámolták a labort, ezzel a hatóságok előtt úgy tűnt, hogy Koresh nem fog gondot okozni.
Amint Koresh helyzete megszilárdult, hatalmas elánnal kezdett hozzá a dávidi királyság szervezésébe. 1990. május 15-én, a kaliforniai Pomonában hivatalosan is felvette a David Koresh nevet.
A wacói dávidisták között akadt egy magyar vezetéknevű ausztrál testvérpár is, Oliver Gyarfas és Aisha Gyarfas Summers.

## Tevékenysége a szekta vezéreként

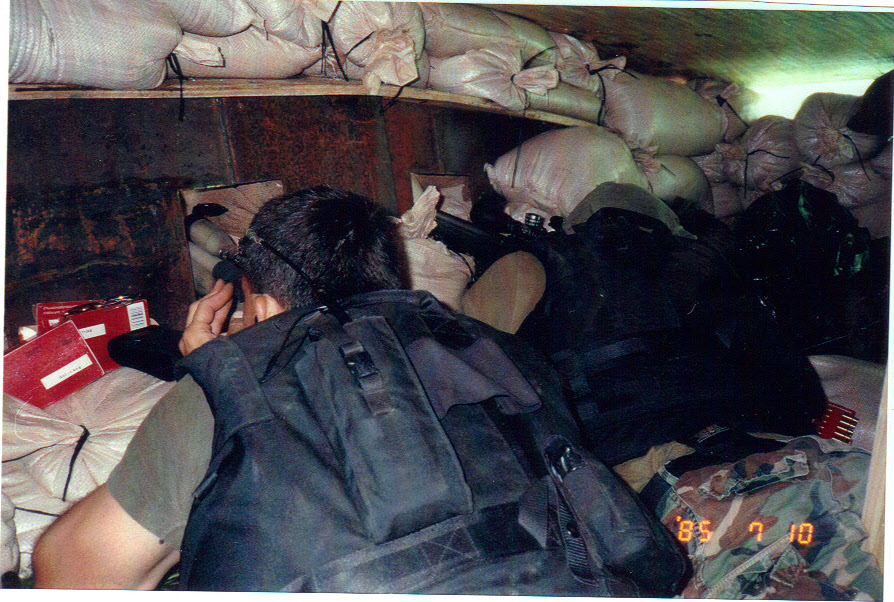
Fegyveres FBI-ügynökök lőállásban, a wacói ostrom idején, 1993 márciusában

A Koresh vezette dávidisták nagyon hamar rossz hírűvé váltak, minthogy hamar elterjedt a vezér poligámiája és a kiskorúakkal történő fajtalankodásai. Annak alapján, hogy a Szentírás szerint Dávid királynak is több felesége volt, Koresh is számos feleséget és ágyast vett magához, olyanokat is, akik már addig is házasok voltak. Egy-egy felesége viszont még kiskorú volt (köztük törvényes feleségének, Rachelnek a húga, Michelle). Huszonnégy különböző nőtől huszonnégy gyereke született, akiknek Koresh tanai szerint a Jelenések könyvében található 24 vénként a visszatérő Krisztust kell szolgálnia az új évezred során.
Texas állam gyermekvédelmi hatóságai próbálták felderíteni a Koresh által elkövetett visszaéléseket, ám a tagok ügyesen fedezték vezérüket és Michelle-nek is kerítettek egy álférjet David Thibodeau személyében.
Korábbi tagok vallomása szerint Koresh fizikai erőszaktól sem riadt vissza, még Cyrus nevű fiát is elverte, ha az sírt. A gyermekelhelyezési szolgálat egyik embere maga is tanúja volt annak, amint Koresh egy másik gyereket bottal bántalmaz. A legtöbb bizonyíték azonban gyenge volt és kétértelmű, ezért a hatóságok nem tudtak vádat emelni Koresh és társai ellen. Számos vád ráadásul olyanoktól származott, akik kimondottan a szekta tanai ellen is voltak, ezért Koresh könnyen tudott hivatkozni arra, hogy csak egyházát akarják elhallgattatni.
A Mount Carmel Center ostroma idején kimenekített néhány gyermeket a Texasi Gyermekkórház pszichiátriai osztályán vizsgálták, ahol a szakértők szerint a gyerekek tényleg az elszenvedett szexuális abúzus jeleit mutatták, illetve deviáns szexuális nevelésben részesülhettek, sőt kényszernek, fenyítésnek, megaláztatásnak, megfélemlítésnek lehettek kitéve.
Még 1993-ban olyan hírek terjedtek el, hogy Koresh őrült Madonna-rajongó lett volna, sőt tervezte (Sharon Tate-hez hasonlóan) az énekesnő meggyilkolását.

## Fegyverkezés
Koresh korábban is érdeklődést mutatott a fegyverek iránt és tanaiban a harc szükségességét is hangoztatta a körülvevő ellenséges erők ellen, amelyek csoportjukat fenyegetik. E tekintetben is Dávid király harctéri vitézségét akarta a szektavezér mímelni.
A szekta tagjai már korábban is bírtak fegyverekkel, majd később is egyre több legálisan beszerezhető fegyvert és lőszert szereztek, így AR-15-ös karabélyokat, amelyek általában félautomata funkcióval bírnak. A szekta viszont hozzáfért olyan pótalkatrészekhez, amelyekkel az AR-15-öst automatává lehet alakítani, ennek birtoklása civil személyeknél az Egyesült Államokban is tiltott.
Ezeken kívül más, engedéllyel sem birtokolható, nagyobb teljesítményű fegyverekhez, gránátokhoz, robbanóanyagokhoz és egyéb katonai felszerelésekhez is hozzájutott a szekta. A rendőrséghez lakossági bejelentések is érkeztek, mivel a Mount Carmel Center területéről lövéseket véltek hallani, amiket többek között M16-osokhoz hasonlítottak. Koresh valószínűleg gyakorlatoztatta társait ezekkel a fegyverekkel, mert már előre készülhetett a hatósági fellépésre és a szekta is egyre inkább elszigetelte magát Waco szélén.
Az ATF megfigyelést végzett, de arról nem jutottak kellő információhoz, hogy a szekta milyen mennyiségű fegyvert és lőszert birtokol, csak abban lehettek biztosak, hogy a dávidisták engedéllyel sem tartható sorozatlövőkkel és robbanószerekkel rendelkeznek.

## Ostromállapot Wacóban

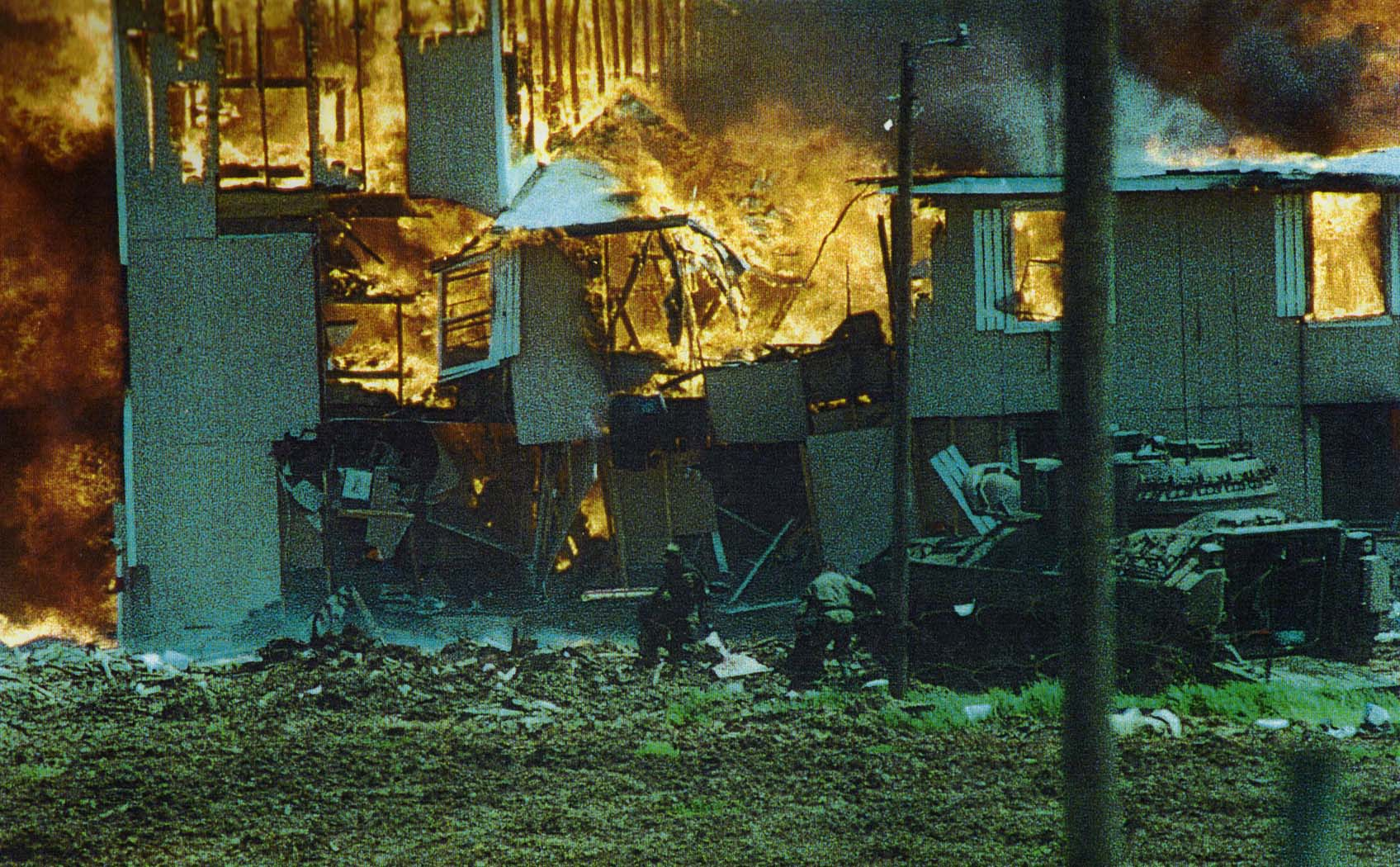
A Mount Carmel Centert elpusztító tűz

Az ATF házkutatási parancsot kapott 1993. február 25-én, hogy derítse fel a dávidisták által illegálisan tartott fegyvereket, illetőleg letartóztatási parancsot adtak ki David Koresh ellen. Az akcióhoz csatlakozott a Kábítószer-ellenes Hivatal is, mert úgy feltételezték, hogy Koreshék továbbra is állítanak elő metamfetamint a birtokon.
Eredetileg március 1-jére tervezték a rajtaütést, de ezt később előre hozták február 28-ra. Az akció a Showtime (Műsoridő) kódnevet kapta.
A szekta izoláltsága miatt az ATF-nek, valamint az akcióban résztvevő többi rendőri és hatósági szervnek nem voltak pontos információi se az épületről, se a benntartózkodókról, sem magáról David Koreshről, azt pedig főleg nem tudták, hogy a dávidisták milyen ellenintézkedéseket tettek.
Február 28-án, a wacói sheriff előzetes értesítése nélkül, az ATF emberei megkezdték a rajtaütést a Mount Carmel Center ellen, ahol azonban Koresh és a dávidisták felkészülve várták őket, így a kommandósok nem tudták még csak észrevétlenül megközelíteni az épületet. Benn a férfi tagok elővették a fegyvereiket, védelmi állásba helyezkedtek, a nőket és a gyerekeket pedig fedezékbe helyezték.
Az információk ellentmondásosak, hogy ki kezdte a tűzharcot, viszont annyira kaotikus volt a helyzet már az első nap, hogy mindkét fél össze-vissza lövöldözött. Koresh már ekkor megsérült a karján és a hasán, valamint egy ATF-ügynök is életét vesztette. A dávidisták minden egyes rohamot visszavertek, ezért az ATF az FBI-hoz fordult, amely a továbbiakban átvette a dávidisták elleni akció vezetését.
A hatóságok a területet körbe zárták, a Mount Carmel Center körül szabályos ostromzár alakult ki. Az eset felbolygatta az Egyesült Államok és a világ közvéleményét. A helyzet országos szinten is kisebb válságot idézett elő, mert nem csekély számú szimpátiatüntetések is kezdődtek a dávidisták mellett, az ATF és a Clinton-kormányzat ellen. Timothy McVeigh is két évvel később David Koresh-t és a dávidistákat megbosszulandó hajtott végre merényletet Oklahoma City-ben.
Az ostromló erők soraiban hiányzott az összhang, s így nem tudták megszervezni az egységes és hatékony fellépést se. Megpróbálkoztak ugyan tárgyalással, de a tárgyalók munkáját a fegyveres erők vezetői folyton aláásták azzal, hogy erővel igyekeztek lefegyverezni a dávidistákat, akik minden ilyen próbálkozást meghiúsítottak. Mindez persze csak Koreshék rögeszméjét erősítette a külső ellenségről, ezáltal is növelve elszántságukat és fanatizmusukat. Szinte szilárdan hitték, hogy ez már az apokalipszis kezdete, amelyben hitükért harcolnak az elnyomó államhatalom ellen.
Az FBI-nak amúgy is nehéz dolga volt, mivel két nappal a wacói incidens kezdete előtt a World Trade Centerben történt egy robbantásos merénylet.
Az ostrom során a dávidisták részéről hatan haltak meg, míg az ATF 4 emberét vesztette el és 16-an megsebesültek.
Jóllehet időközben Koresh elengedett az épületben tartózkodó 126 emberből 35-öt (köztük sok gyereket), továbbá sebesült ügynököket, akiket a rohamok alatt ejtettek foglyul, de még számos gyerek és nő maradt továbbra is a Mount Carmel Centerben.

## A vég
Április 19-én az FBI és az ATF újabb akcióba kezdett, hogy elfogja Koresht és társait. Könnygázzal próbálták meg kifüstölni a fegyveres szektatagokat, ami hiábavalónak bizonyult, mivel a dávidisták rendelkeztek gázmaszkokkal és az akció kezdetekor a pincében tartózkodtak, ahová nem jutott el a gáz. Nemsokkal később (máig tisztázatlan okból) tűz ütött ki a Mount Carmel Center több pontján. Az épületben tartózkodó 76 emberből csak 9 tudott kimenekülni. A dávidisták többjüket lelőtték, talán azon megfontolásból, hogy elkerüljék a tűzhalált. David Koresh-sel a vizsgálatok alapján szintén golyó végzett, amit helyettese, Steve Schneider röpíthetett belé.

## Emléke
David Koresh-t Tyler városának temetőjében, az Utolsó vacsora nevű részen temették el.
2018-ban Waco címmel hatrészes minisorozat készült Koreshről és szektájáról, amelyben Koresh-t Taylor Kitsch alakítja.
Tevékenységét és a wacói eseményeket eddig több könyvben, tanulmányban és dokumentumfilmben is feldolgozták.